# Kopidlno
Kopidlno är en stad i Tjeckien.   Den ligger i regionen Hradec Králové, i den centrala delen av landet, 70 km öster om huvudstaden Prag. Kopidlno ligger 224 meter över havet och antalet invånare är 2 231.
Terrängen runt Kopidlno är platt. Runt Kopidlno är det ganska glesbefolkat, med 45 invånare per kvadratkilometer. Närmaste större samhälle är Jičín, 13,1 km norr om Kopidlno. Trakten runt Kopidlno består till största delen av jordbruksmark.